# Calamotropha argenteociliella
Calamotropha argenteociliella là một loài bướm đêm trong họ Crambidae.